# Arguedas
Arguedas (Arketas o Argetas en basc) és un municipi de Navarra, a la comarca de Tudela, dins la merindad de Tudela. Limita amb Tudela i Valtierra.

## Demografia

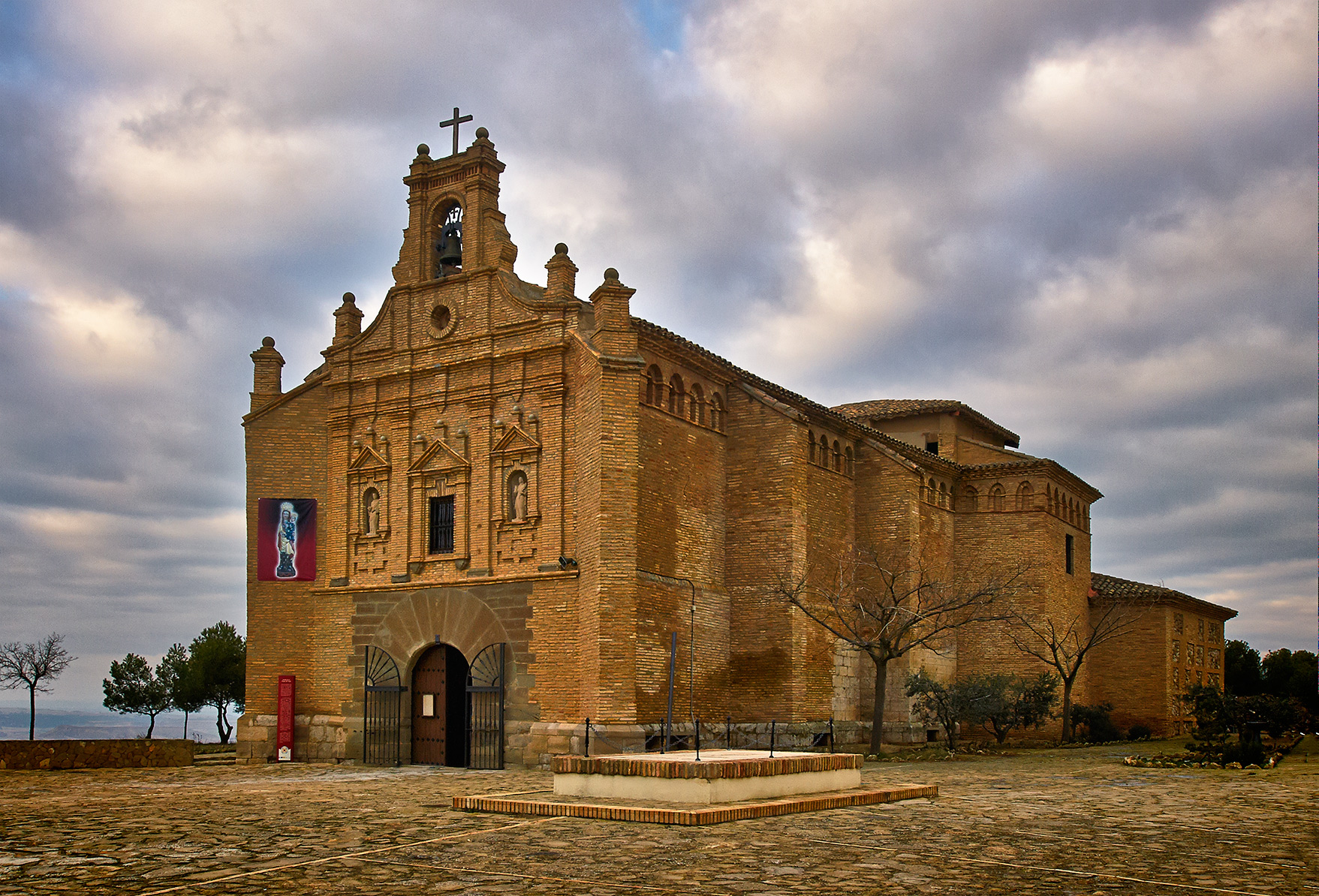
Ermita basílica de la Mare de Déu del Yugo

| Evolució demogràfica                                | Evolució demogràfica | Evolució demogràfica | Evolució demogràfica | Evolució demogràfica | Evolució demogràfica | Evolució demogràfica | Evolució demogràfica | Evolució demogràfica | Evolució demogràfica | Evolució demogràfica |
| 1996                                                | 1998                 | 1999                 | 2000                 | 2001                 | 2002                 | 2003                 | 2004                 | 2005                 | 2006                 | 2007                 |
| --------------------------------------------------- | -------------------- | -------------------- | -------------------- | -------------------- | -------------------- | -------------------- | -------------------- | -------------------- | -------------------- | -------------------- |
| 2 221                                               | 2 257                | 2 264                | 2 265                | 2 279                | 2 317                | 2 345                | 2 362                | 2 355                | 2 362                | 2 353                |
| Fonts: Arguedas i Institut d'Estadística de Navarra |                      |                      |                      |                      |                      |                      |                      |                      |                      |                      |

## Història
En les proximitats de la vila s'han trobat vestigis d'un llogaret celtibera de la segona Edat del Ferro (300 aC), així com restes d'habitatges romans, atuells i monedes de l'època de Tiberi. Històricament sí que es pot afirmar que Arguedas i el seu castell sobre el turó existien des de la meitat del segle ix.En l'any 1084 el rei Sanç I d'Aragó i Pamplona va conquistar la vila des de les Bardenas Reales, és a dir la Taifa de Tudela i Lleida va ser conquistada pel regne de Navarra i una part en 1140 passaria a Aragó i altra a Navarra i com tercera part al Principat de Catalunya, és a dir deixà de ser una zona independent.

## Alcaldes d'Arguedas
| Alcalde                 | Any inici | Any fi     | Partit                       |
| ----------------------- | --------- | ---------- | ---------------------------- |
| Maria Josefa Setas      | 1991      | 1995       | Partit Socialista de Navarra |
| José Antonio Rapún León | 1995      | Actualitat | Unió del Poble Navarrès      |

## Personatges cèlebres
- Alfredo Floristan Samanes: geògraf
- Antonio Loperena Eseverri: Pintor, escultor, poeta.